# Square Levie
Pour les articles homonymes, voir Levie.
Le square Levie (en néerlandais : Leviesquare et Levieplein) est un square bruxellois situé sur le territoire des communes de Schaerbeek et de Woluwe-Saint-Lambert à la jonction de l'avenue de Mai, de l'avenue des Cerisiers, de l'avenue Herbert Hoover, de l'avenue du Prince-Héritier, de la rue Georges Rency et de la rue William Degouve de Nuncques.

## Histoire et description
Le square porte le nom d'un homme politique belge, Michel Levie, né à Binche le 4 octobre 1851 et décédé à Saint-Josse-ten-Noode le 6 mars 1939.
Seules trois maisons, entre la rue Georges Rency et l'avenue du Prince-Héritier, portent cette adresse. Le square Levie se nomme en néerlandais Leviesquare à Schaerbeek, mais Levieplein à Woluwe-Saint-Lambert.